# Hua Hin
Hua Hin (thaï หัวหิน) est une station balnéaire de Thaïlande située dans la Province de Prachuap Khiri Khan. Elle se trouve au nord de la péninsule Malaise, à environ 200 km au sud de Bangkok,

## Histoire

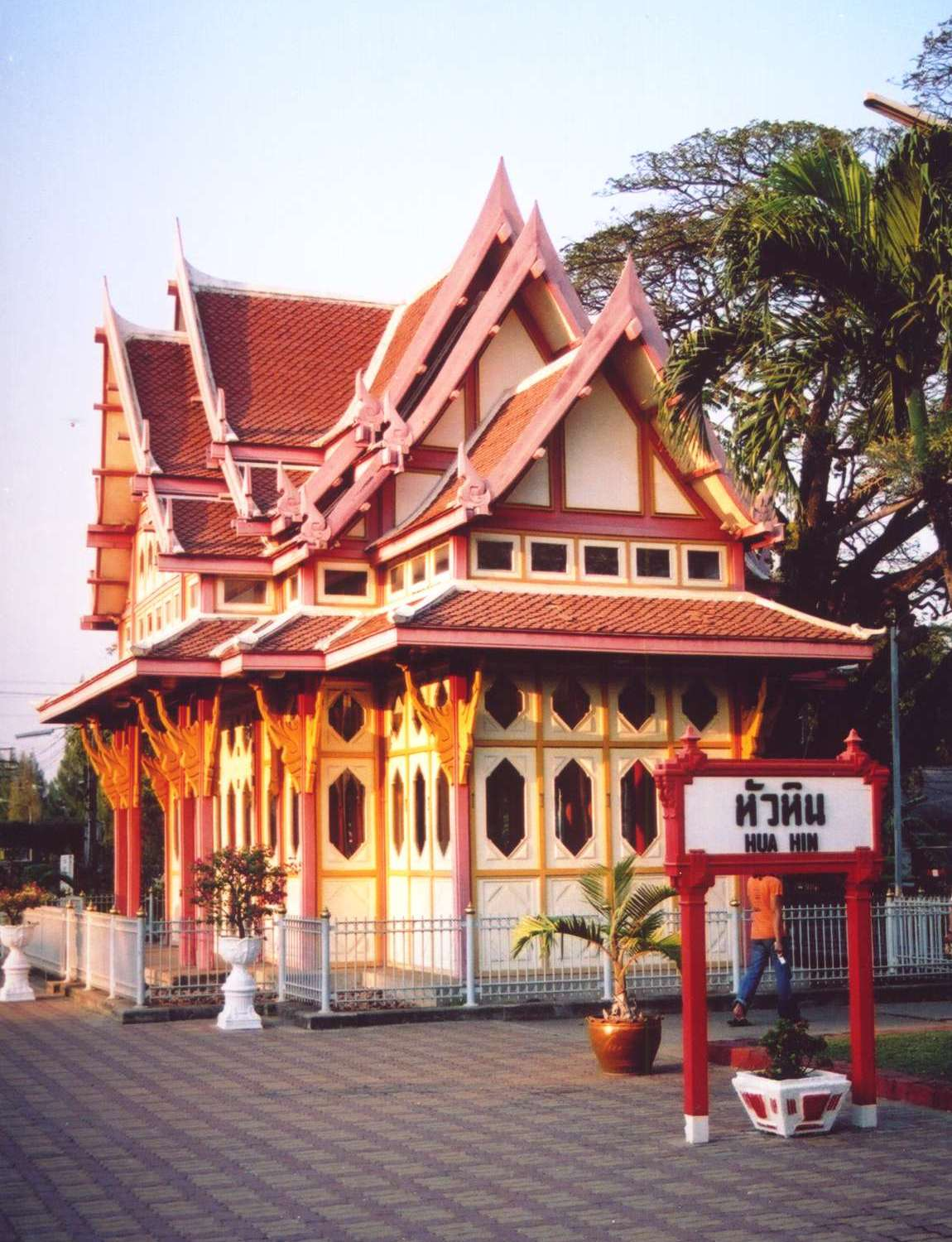
La gare de Hua Hin

Hua Hin a été habitée depuis le règne du Roi Rama III quand les gens cherchaient une vie meilleure et se sont installés à Bo Fai et à Nongsakae vers 1834, et ont nommé leur village Samoriang, le nom a été changé pour Riang Hin, et Lam Hin.
En 1911, Lam Hin a été officiellement rebaptisé Hua Hin, Le chemin de fer de Bangkok à Hua Hin était fini. Elle a inspiré les membres de la famille royale et les aristocrates, à construire des bungalows au bord des plages. La première personne de la famille royale thaïlandaise à reconnaître cette beauté incomparable était le prince de Nares - le ministre des Travaux publics sous le règne de SM le Roi Rama V - qui a construit une résidence à l'extrémité sud de Lam Hin. Le Saen Samran Royal Residence a été construit sur un terrain en bord de mer, et non loin de là, bungalows nommés Ban Pa Plub ont également été construits comme une résidence du prince Tewawongworapakorn et sa famille.
En 1916, d'autres membres de la famille royale ont construit un complexe de maisons à l'extrémité nord du village.
En 1921, le directeur des chemins de fer de l'État de la ligne Bangkok vers le sud, et qui passe à  le prince a Hua Hin, construit un hôtel (aujourd'hui le centrale Sofitel) et un golf, le Royal Hua Hin Golf Course a été conçu par un ingénieur ferroviaire écossais.
C'est à la même période que le roi Rama VI et ensuite le roi Rama VII décident d'installer leurs palais d'été à Hua Hin : le plus connu est le Phra Ratchawang Klai Kangwon, "le palais loin des soucis", à l'entrée de la station balnéaire.

## Géographie
Hua Hin se situe à 170 km au sud de Bangkok, au bord de baie de Siam.

## Économie
Cette région est connue comme étant une station balnéaire ancienne née dans les années de 1920.
Les plages se situent à 4 km du centre-ville, l'économie est principalement basée sur le tourisme.

## Démographie
Sa population est de 84 883 personnes pour 911 km2.